# Рамос, Венансио
Вена́нсио Ариель Ра́мос Вильянуэва (исп. Venancio Ariel Ramos Villanueva; род. 20 июня 1959, Белья-Уньон, Артигас) — уругвайский футболист, нападающий и полузащитник сборной Уругвая в 1978—1991 годах.

## Биография
Венансио родился в 1959 году в городе Артигас на самом севере Уругвая, на границе с Бразилией, однако в юношеские годы стал заниматься в Академии «Пеньяроля», за основной состав которого дебютировал в 1977 году. С «Ауринегрос» он четырежды выигрывал чемпионат Уругвая, в 1982 году завоевал Кубок Либертадорес, а затем и Межконтинентальный кубок, обыграв в Токио со своими партнёрами по команде английскую «Астон Виллу», победителя Кубка европейских чемпионов.
В период выступлений за «Пеньяроль» Венансио Рамос стал игроком сборной Уругвая. Он дебютировал за «Селесте» 24 мая 1978 года в товарищеской игре против Испании, прошедшей в Монтевидео. С 1980 по 1986 год (за исключением 1984 года, когда Рамоса не вызывали в основу) Венансио был одним из самых востребованных игроков в своей национальной сборной. Так, в 1980 году Рамос провёл сразу 18 официальных и не признанных ФИФА матчей за Селесте, в которых забил 4 гола. Также в 1977 и 1979 годах Венансио Рамос выигрывал чемпионаты Южной Америки среди молодёжных команд.
В конце 1980 и начале 1981 года Рамос вместе с «Селесте» выиграл Золотой Кубок чемпионов мира («Мундиалито»), приуроченный к 50-летию первого чемпионата мира, выигранного сборной Уругвая. В стартовом матче он забил гол в ворота сборной Нидерландов, двукратных вице-чемпионов мира, заменившей на турнире чемпионов мира 1966 года англичан.
В 1983 году Рамос вместе со сборной Уругвая стал обладателем Кубка Америки, в том числе дважды выходя на замену в двух финальных матчах (в том году не было единой страны-организатора турнира).
В 1984—1986 годах Рамос довольно успешно выступал во французском «Лансе», а затем один сезон провёл в аргентинском «Индепендьенте». В 1986 году Венансио принял участие в чемпионате мира, где сборная Уругвая в упорной борьбе в 1/8 финала уступила будущим чемпионам мира, аргентинцам. Рамос провёл на том турнире все 4 матча. В 1989—1994 годах Рамос выступал в уругвайских клубах, причём в 1991 году провёл один сезон в «Насьонале», клубе, который является принципиальным соперником «Пеньяроля», в котором Рамос начинал карьеру. Будучи игроком «Трёхцветных» Венансио провёл 30 мая 1991 года свой последний матч за сборную Уругвая по футболу, против Чили в Сантьяго (1:2).
По окончании карьеры футболиста Рамос стал игроком в пляжный футбол. В 1997 году он стал одним из лучших игроков пляжнофутбольного чемпионата мира, на котором уругвайцы дошли до финала, уступив лишь хозяевам, сборной Бразилии. В дальнейшем Венансио занялся тренерской деятельностью, неоднократно выводил сборную Уругвая по пляжному футболу в призёры и первую восьмёрку на чемпионатах мира. В начале 2010-х годов 2010 год Рамос был единственным представителем Уругвая, который имел статус Инструктора ФИФА по вопросам пляжного футбола. В 2010 году Рамос принял решение покинуть пост главного тренера сборной Уругвая из-за конфликта по поводу невыплаты зарплаты.

## Достижения
- Чемпион Уругвая (4): 1978, 1979, 1981, 1982
- Кубок Либертадорес (1): 1982
- Межконтинентальный кубок (1): 1982
- Победитель Мундиалито (1): 1980
- Победитель Кубка Америки (1): 1983
- Чемпион Южной Америки среди молодёжи (до 20 лет) (2): 1977, 1979